# ORP Orzeł (1986)
Pour les articles homonymes, voir ORP Orzeł (homonymie).
L'ORP Orzeł (291) est un sous-marin de la marine polonaise « Project 877E » (classe Kilo). C'est le troisième sous-marin polonais à porter le nom de Orzeł signifiant aigle en polonais.

## Historique
Le bateau est construit par le chantier naval Krasnoïé Sormovo à Gorki et mis en service le 29 avril 1986 à Riga en Lithuanie. Le 13 juin de la même année, le Orzeł est transféré à Gdynia où il est nommé le 21 juin. Le sous-marin a été affecté à la 3e flottille basée à Gdynia. C’est actuellement le plus ancien sous-marin de classe Kilo encore admis au service actif.